# Lancashire and Cheshire Amateur Football League
Lancashire and Cheshire Amateur Football League je jedna z nižších anglických fotbalových lig. Založena byla v roce 1909.
Od sezóny 2024/2025 se bude liga skládat ze šesti divizí – Premier, One, Two a Three, A a B. V systému anglické fotbalové ligy jde o čtrnáctý až devatenáctý nejvyšší stupeň. Hraje ji 76 týmů.